# Господарський суд Волинської області
Господарський суд Волинської області — місцевий спеціалізований господарський суд першої інстанції, розташований у місті Луцьку, юрисдикція якого поширюється на Волинську область.

## Компетенція
Місцевий господарський суд керуються при здійсненні судочинства Господарським процесуальним кодексом України. Він розглядає господарські справи, тобто ті, що виникають у зв'язку із здійсненням господарської діяльності юридичними особами та фізичними особами-підприємцями. Це, зокрема, справи про стягнення заборгованості за договорами, про чинність договорів, про відшкодування шкоди, про банкрутство, про захист права власності, корпоративні спори та ін.
Господарський суд розглядає справу, як правило, за місцезнаходженням відповідача, тобто якщо офіційна адреса відповідача зареєстрована на території юрисдикції цього суду.

## Структура
В суді здійснюють правосуддя 8 суддів.
Апарат суду очолюється його керівником, що має заступника. В апараті працюють помічники суддів, секретарі судових засідань, є наступні відділи:
- Відділ управління персоналом
- Відділ документального забезпечення та контролю
- Фінансово-економічний відділ
- Відділ аналітично-статистичної роботи, зв'язків з громадськістю та ЗМІ
- Відділ інформаційних технологій, матеріально-технічного та правового забезпечення
- Служба судових розпорядників.

Загалом штатна чисельність працівників апарату — 64 особи.

## Керівництво
В.о. голови суду — Шум Микола Сергійович
 Заступник голови суду —
 Керівник апарату — Коритнюк Олег Олександрович.

## Реорганізація
26 червня 2018 року на виконання Указу Президента України «Про ліквідацію місцевих господарських судів та утворення окружних господарських судів» № 453/2017 від 29.12.2017 р. Волинський окружний господарський суд зареєстровано як юридичну особу. Новоутворена судова установа почне свою роботу з дня, визначеного в окремому повідомленні.